# チャーリー・ファウムイナ
チャーリー・ファウムイナ（Charlie Faumuina、1986年12月24日 - ）は、トップ14スタッド・トゥールーザンに所属するラグビーユニオン選手。

## プロフィール
- ニュージーランド・サウスオークランド出身。
- ポジションはプロップ(PR)。
- 身長 185cm、体重 130kg
- ニュージーランド代表通算キャップ数は50でワールドカップ2015のニュージーランド代表に選ばれた[1]。
- サモア代表キャップは4（2023年8月現在）でワールドカップ2023のサモア代表に選ばれた[2]。
- バーバリアンズに選ばれたことがある[3]。

## 略歴
オークランド、ブルーズを経て、2012年にニュージーランド代表としてテストマッチ出場。
2015年、ワールドカップ2015にニュージーランド代表として出場。決勝戦では54分めから参戦し、優勝した。
2017年、トゥールーズに加入。
2023年、サモア代表としてワールドカップ2023に出場。2022年ワールドラグビー規約改正（生得権の枠組みの変更）の適用による。